# Gare de Lafox
La gare de Lafox, anciennement Sauveterre, est une gare ferroviaire française de la ligne de Bordeaux-Saint-Jean à Sète-Ville, située 
sur le territoire de la commune de Lafox, près de Sauveterre-Saint-Denis, dans le département de Lot-et-Garonne en région Nouvelle-Aquitaine.
Elle est mise en service en 1856 par la Compagnie des chemins de fer du Midi et du Canal latéral à la Garonne (Midi). Elle est fermée au trafic voyageurs dans la deuxième moitié du XXe siècle.
Le bâtiment voyageurs d'origine est toujours présent sur le site de la gare.

## Situation ferroviaire
Établie à 52 m d'altitude, la gare de Lafox est située au point kilométrique (PK) 144,051 de la ligne de Bordeaux-Saint-Jean à Sète-Ville, entre les gares ouvertes de Agen (s'intercale la gare fermées de Bon-Encontre) et de Lamagistère (s'intercale la gare fermée de Saint-Nicolas - Saint-Romain).

## Histoire
La station de Sauveterre est mise en service le 29 mai 1856 par la Compagnie des chemins de fer du Midi et du Canal latéral à la Garonne (Midi), lorsqu'elle ouvre à l'exploitation la section de Tonneins à Valence-d'Agen de son chemin de fer de Bordeaux à Cette.
En 1862, « Sauveterre » est la 30e station de la ligne, située entre Agen et Saint-Nicolas, elle dessert un village (Sauveterre-Saint-Denis), de 620 habitants situé sur la rive droite de la Garonne, que l'on atteint en traversant le fleuve par un pont-suspendu. Le bourg de Layrac (2 862 habitants) est à 2 kilomètres.
En 1876, la recette annuelle de la gare, dénommée « Sauveterre-Ostende », est de 8 056 francs.
Elle est renommée « Lafox », du nom de la commune sur laquelle elle est située. 
Elle est fermée sans doute dans la deuxième moitié du XXe siècle

## Service des voyageurs
Lafox est fermée aux trafics ferroviaires.

## Patrimoine ferroviaire
L'ancien bâtiment voyageurs, d'un modèle type de la compagnie du Midi lors de la création de la ligne, est devenu une habitation privée. Il s'agit d'un édifice, sur une base rectangulaire, à trois ouvertures et un étage sous une toiture à deux pans couverte en tuiles.